# Dilophus skusei
Dilophus skusei är en tvåvingeart som beskrevs av Hardy 1982. Dilophus skusei ingår i släktet Dilophus och familjen hårmyggor. Inga underarter finns listade i Catalogue of Life.